# Brambéra
Brambéra est une commune rurale située dans le département de Gaoua de la province du Poni dans la région Sud-Ouest au Burkina Faso.

## Santé et éducation
Brambéra accueille un centre de santé et de promotion sociale (CSPS) tandis que le centre hospitalier régional (CHR) de la province se trouve à Gaoua.